# Palais patriarcal de Sremski Karlovci
Le palais patriarcal de Sremski Karlovci (en serbe cyrillique : Патријаршијски двор у Сремским Карловцима ; en serbe latin : Patrijaršijski dvor u Sremskim Karlovcima) est un édifice situé à Sremski Karlovci, en Serbie, dans la province de Voïvodine. En raison de son importance, il est inscrit sur la liste des monuments culturels d'importance exceptionnelle de la République de Serbie (identifiant no SK 1034),.
Le palais est le siège de l'éparchie de Syrmie et sert de résidence d'été au patriarche de l'Église orthodoxe serbe.

## Présentation

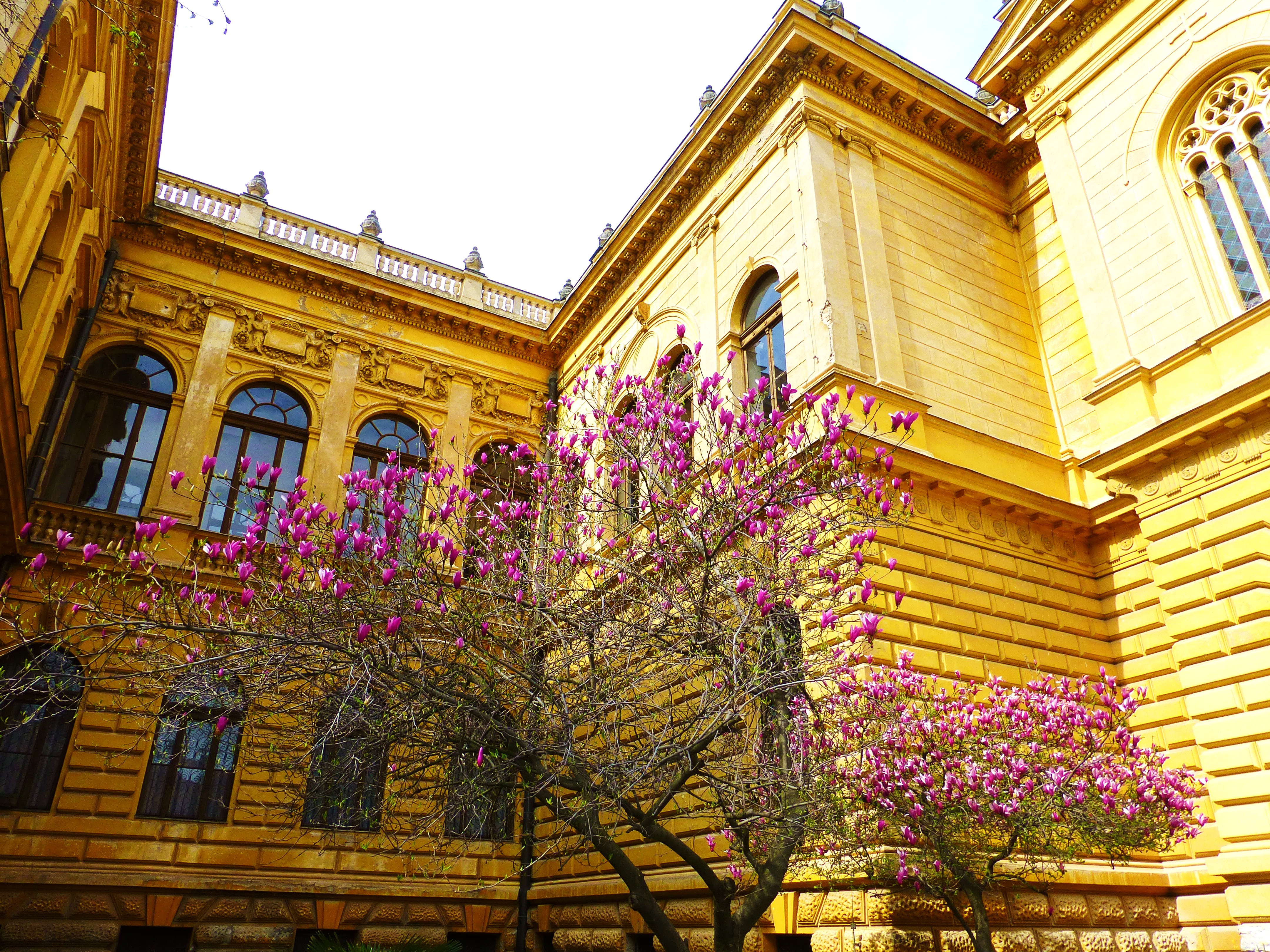
Autre vue du palais

Le palais a été construit entre 1892 et 1895 selon un projet de l'architecte belgradois Vladimir Nikolić, à l'emplacement de l'ancien « konak du Pacha ». L'idée de bâtir une nouvelle résidence pour héberger le patriarcat de l'Église orthodoxe serbe revient au métropolite Stefan Stratimirović et a été mise en œuvre par le patriarche Georgije Branković.
Le bâtiment est constitué d'un sous-sol, d'un rez-de-chaussée et d'un étage ; il s'inscrit dans un plan épousant la forme de la lettre cyrillique « Ш ». Dans l'aile intérieure centrale du bâtiment se trouve une chapelle dédiée à saint Dimitri. Sur le plan architectural, le palais, qui mêle les éléments néo-Renaissance et les éléments néo-baroques, est caractéristique du style historiciste. Un accent tout particulier a été mis sur le façade principale qui est dotée d'une avancée centrale avec un balcon ainsi qu'un escalier et un dôme monumentaux ; cette façade est également rythmée par des avancées présentes à chaque angle.
La décoration de la chapelle Saint-Dimitri, c'est-à-dire l'iconostase, les trônes, les vitraux et les fresques, est due à Uroš Predić qui y a travaillé jusqu'en 1896.

## Trésor de l'Église orthodoxe serbe

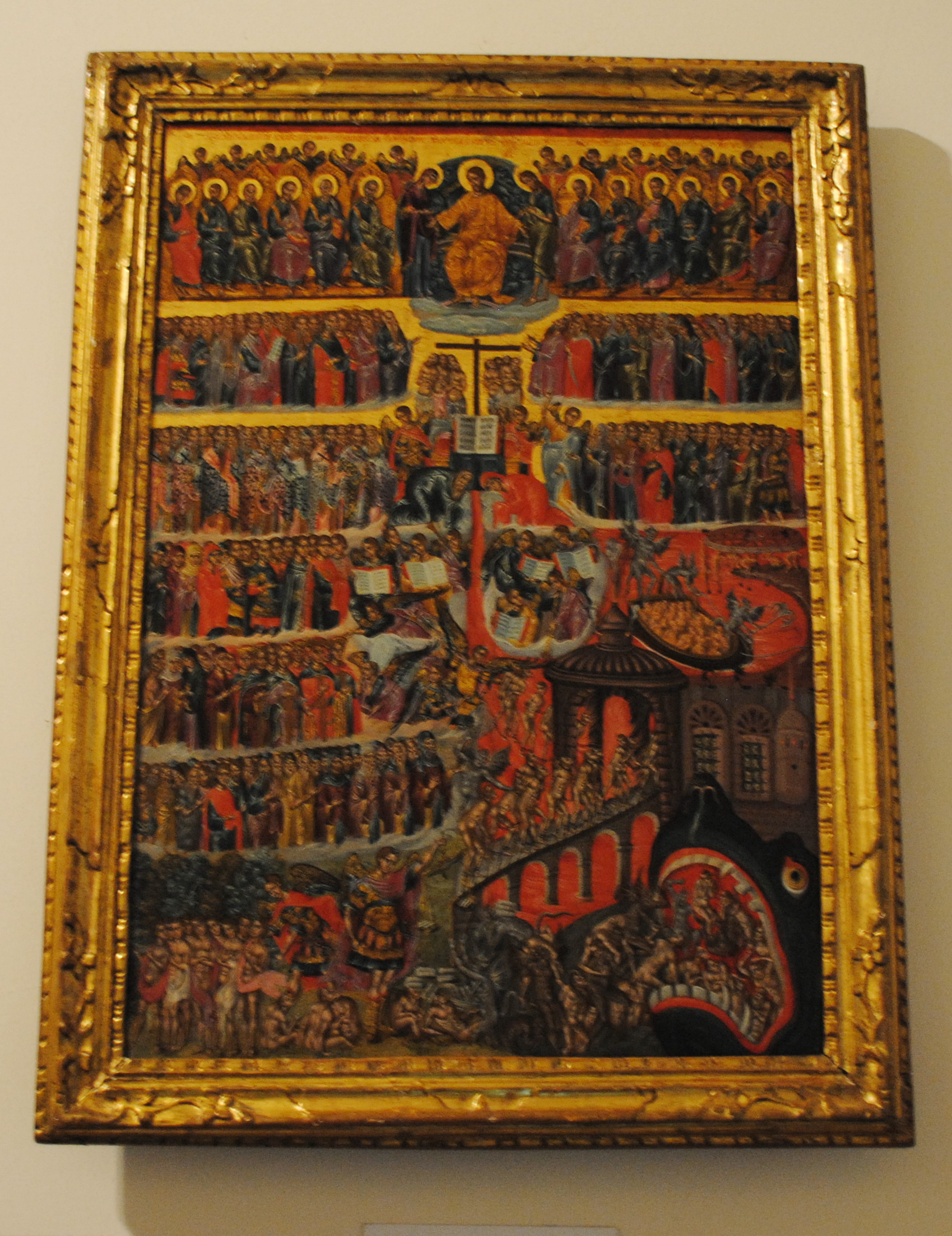
Une icône du « trésor »

Le palais patriarcal abrite des icônes et des iconostases qui appartiennent à l'éparchie de Syrmie et ne servent plus pour le culte ; on y trouve aussi les portraits des métropolites et de hauts dignitaires de l'Église, des objets relevant des arts décoratifs. La bibliothèque possède des manuscrits et des livres rares.

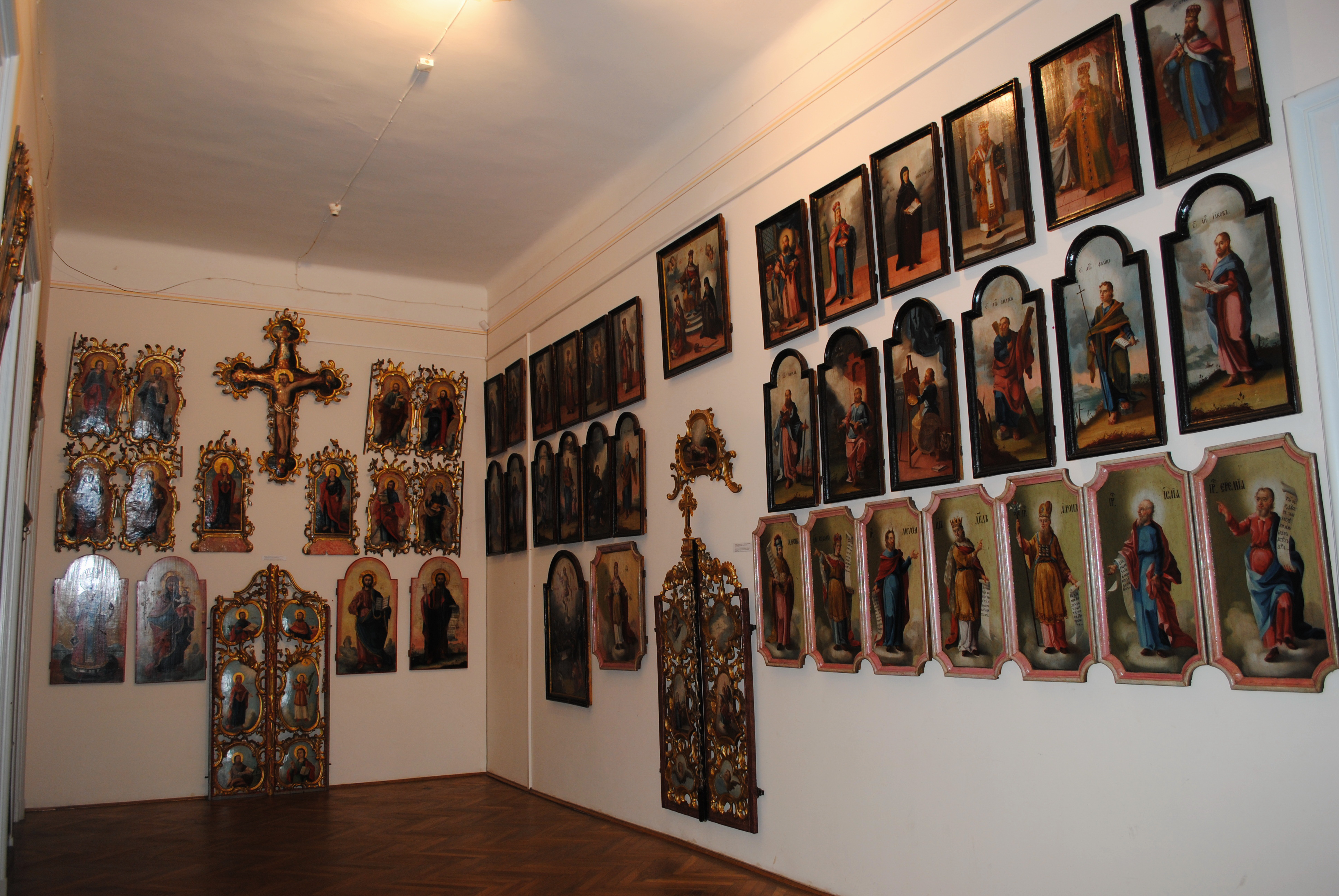
Une salle du Trésor
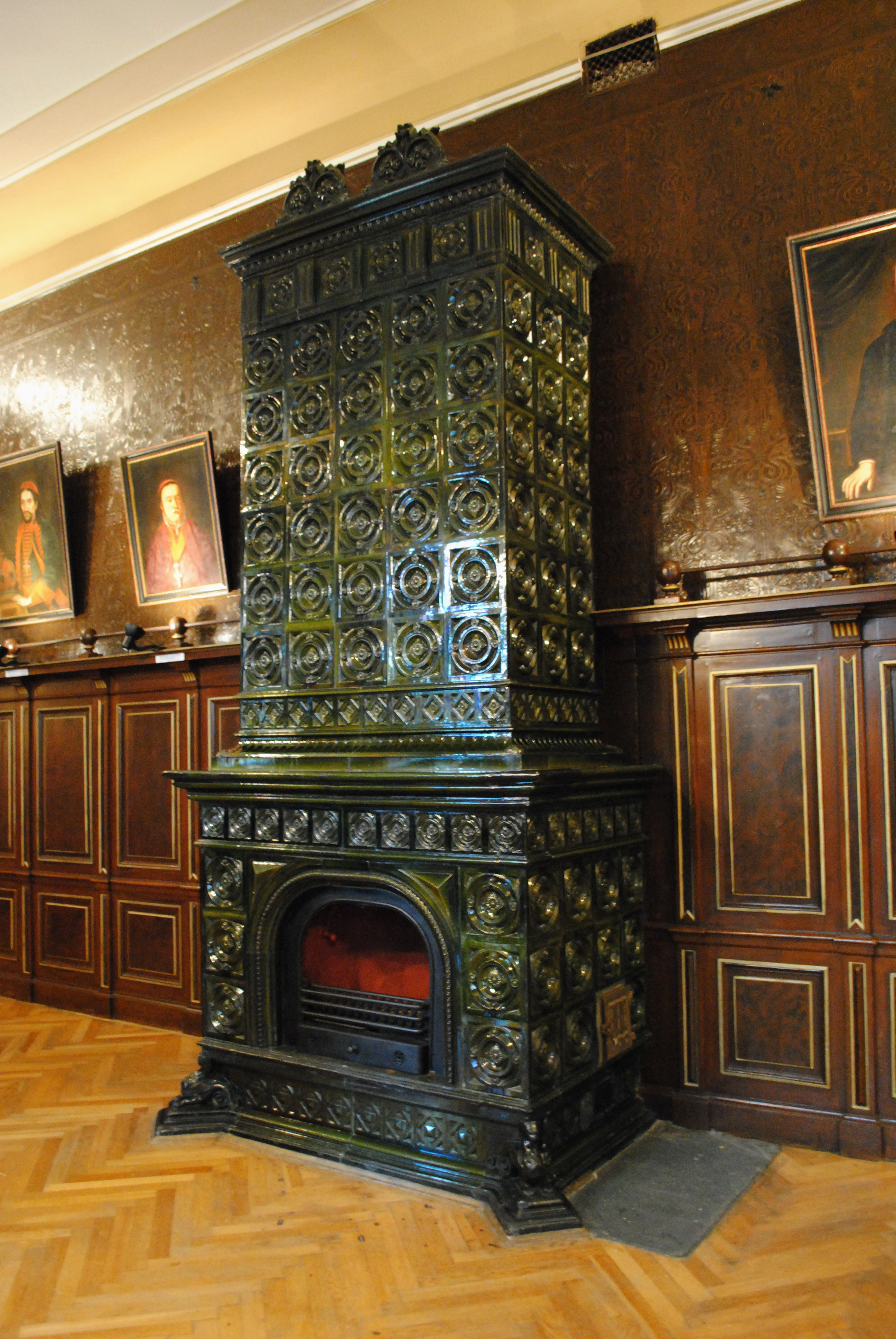
Poêle en céramique de Zsolnay
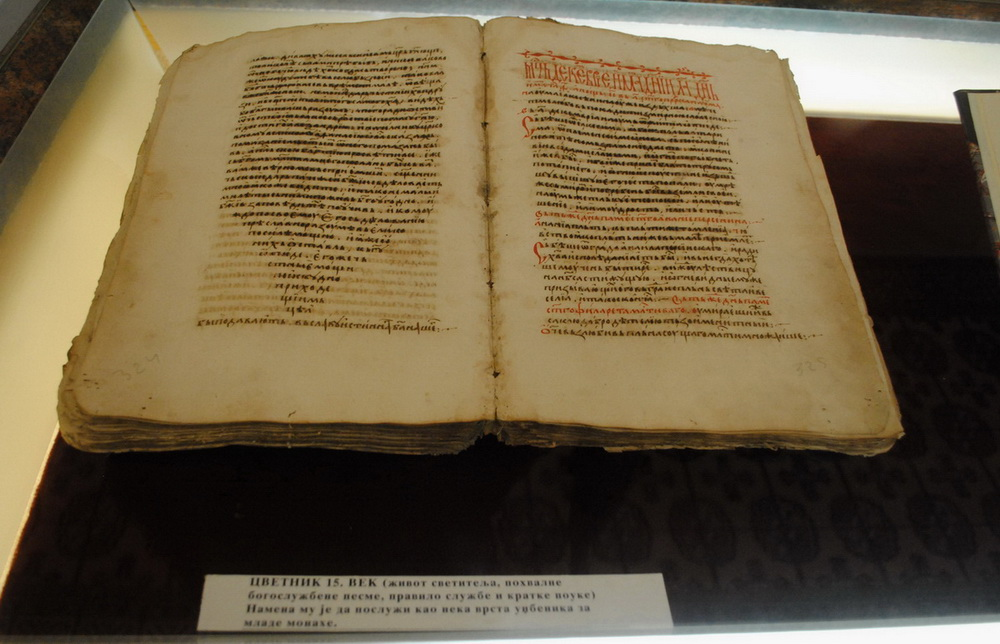
Manuscrit du XVe siècle